# Louis Hourlier
Pour les articles homonymes, voir Hourlier.
Louis Hourlier est un architecte français né le 8 janvier 1847 à Marseille et mort le 7 novembre 1920 à Cannes.

## Biographie
Louis Hourlier naît le 8 janvier 1847 à Marseille.
Il est actif à la fin du XIXe siècle à Cannes dont il est architecte de la ville de 1878 à 1890 et conseiller municipal de 1895 à 1904. Il fait preuve dans ses projets et réalisations de talent, d'originalité et d'innovations techniques. Il est par exemple l'un des précurseurs dans la région de l'utilisation de la fonte et des structures métalliques comme dans son kiosque à musique des allées de la Liberté (1880) dont la toiture est étudiée pour favoriser une bonne acoustique.
Il meurt le 7 novembre 1920 à Cannes. Il est inhumé au cimetière du Grand Jas.

## Œuvre
Il construit en 1876 l'hôtel de ville rue Félix-Faure - allées de la Liberté, élabore en 1881 le projet d'une école des beaux-arts prévue sur le boulevard de la Ferrage qui n'est finalement pas exécuté, réalise l'agrandissement des bâtiments pour la création de l'Hôtel Gonnet et de la Reine en 1885 sur le boulevard de la Croisette et le Casino des Fleurs du boulevard Montfleury en 1888.
Il est également l'auteur de plusieurs villas de caractère éclectique également recensées dans l'étude du patrimoine balnéaire de Cannes comme Les Mimosas en 1878 sur l'avenue de la Californie pour le chevalier de Colquhoun,, L'Ermitage ou la Villa normande en 1903 sur le boulevard Saint-Georges. Il assure encore la conduite des travaux de la villa La Californie de l'avenue Costebelle vers 1920.